# Tram van Saint-Étienne

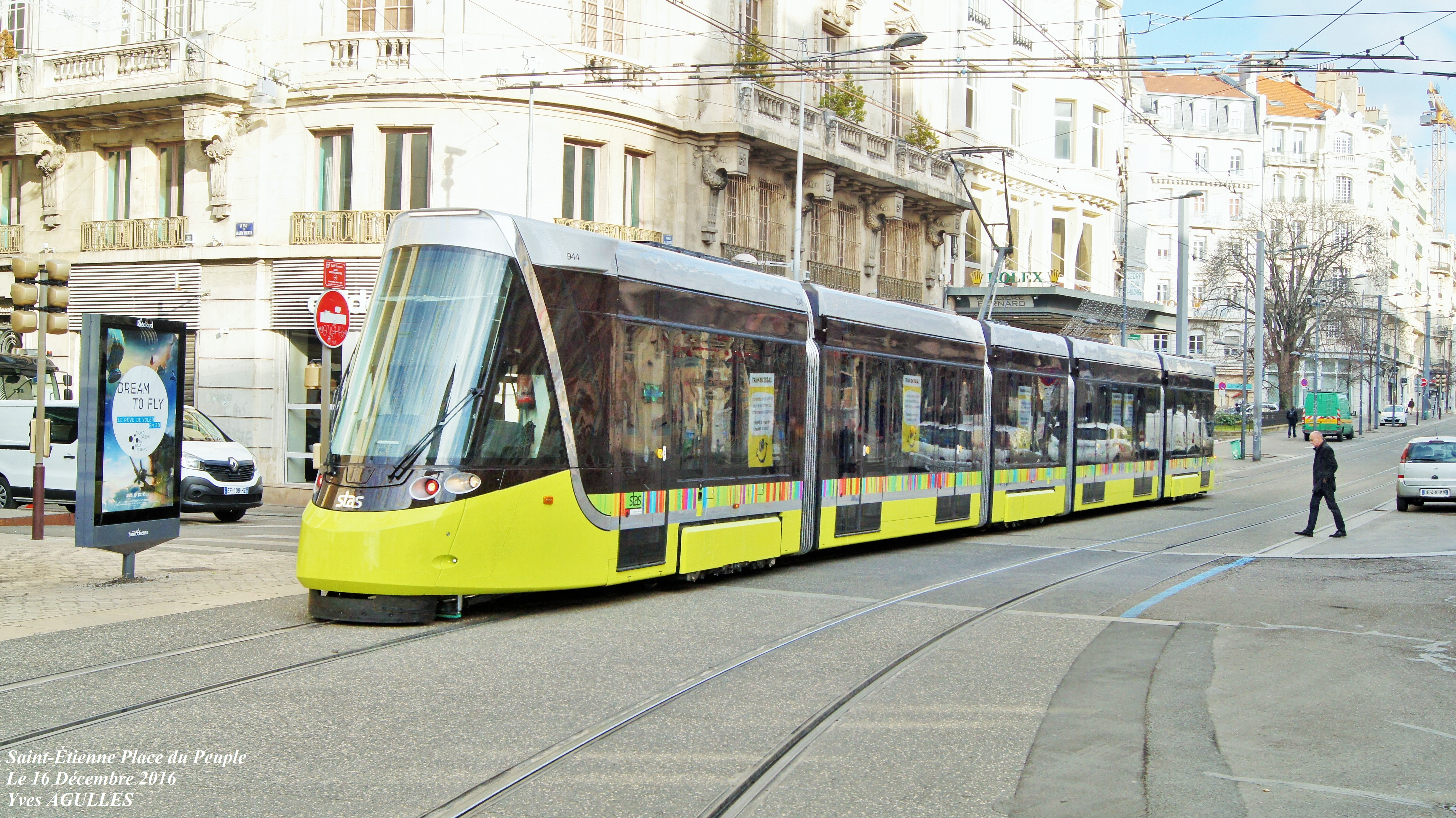
Saint-Étienne: Urbos 3-tram, gebouwd door CAF in 2016

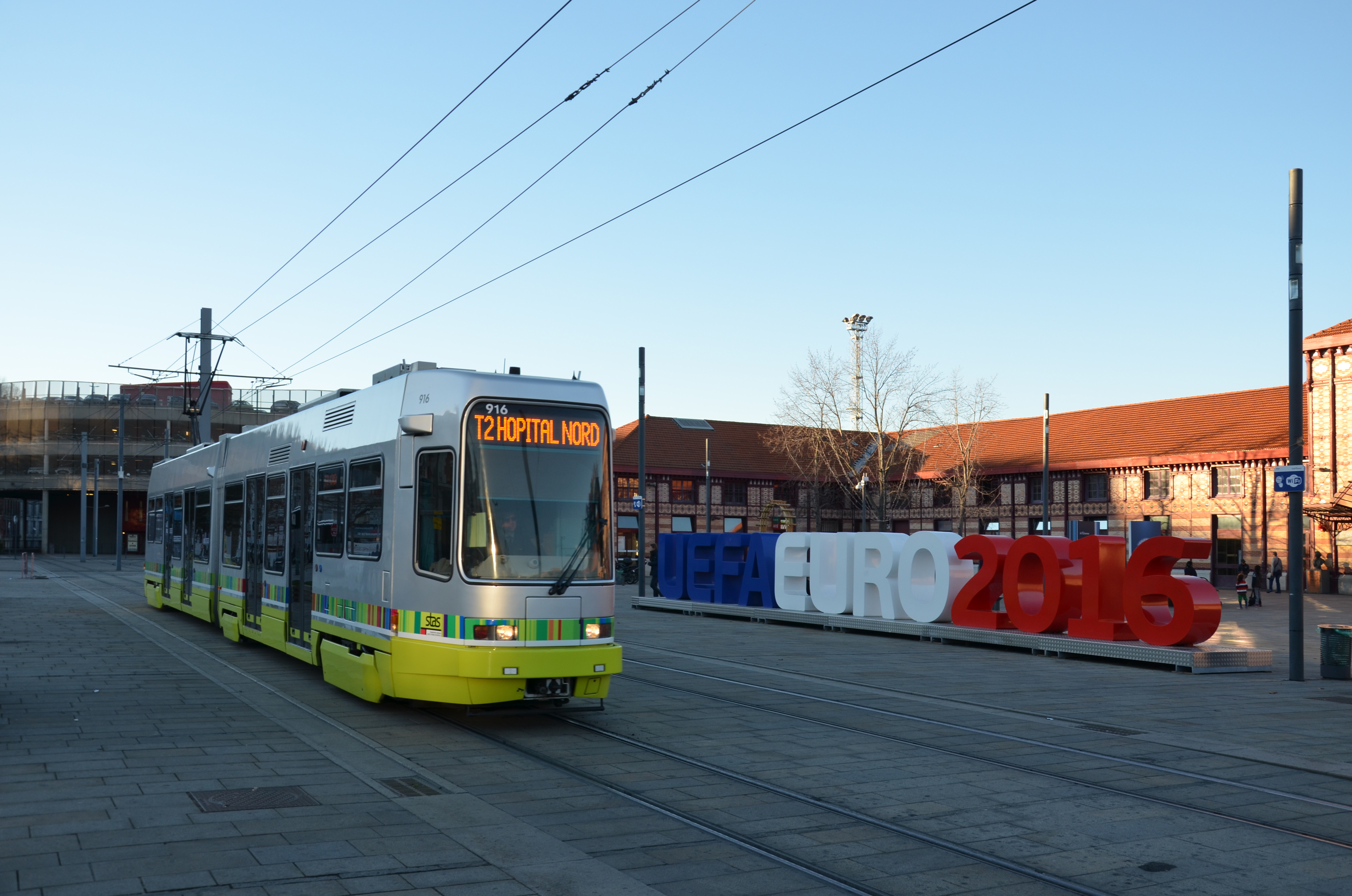
TFS-tram in Saint-Étienne

De tram van Saint-Étienne is een van de belangrijkste vormen van openbaar vervoer in deze Zuid-Franse stad.

## Geschiedenis
Op 4 december 1881 werd door de CFVE de eerste stoomtramlijn in Saint-Étienne in gebruik genomen. In 1897 werd de eerste elektrische tramlijn aangelegd door de TESE, een concurrerende maatschappij. Ook de CFVE ging haar tramnet tussen 1907 en 1914 elektrificeren. In de jaren dertig fuseerden beide bedrijven.
In de daaropvolgende jaren kreeg de tram te maken met zware concurrentie van de autobus. Veel lijnen werden gesloten. Tijdens de Tweede Wereldoorlog besloot het stadsbestuur om de tram helemaal op te heffen en te vervangen door de trolleybus. In 1952 was alleen tramlijn 4 nog overgebleven. De straten waar deze tramlijn doorheen reed, waren te smal om (trolley)bussen doorheen te leiden. Daarom werd besloten om lijn 4 te behouden. Er werd nieuw trammaterieel aangeschaft en het spoor werd vernieuwd.
In de jaren zeventig kreeg de tramlijn waar mogelijk een vrije trambaan. Op 17 februari 1983 werd de tramlijn 1,5 km naar het zuiden (van halte 'Bellevue' naar 'Solaure') verlengd. Op 7 december 1991 volgde een verlenging naar het noorden (van halte 'Terrasse' naar 'Hôpital Nord').

## Heden

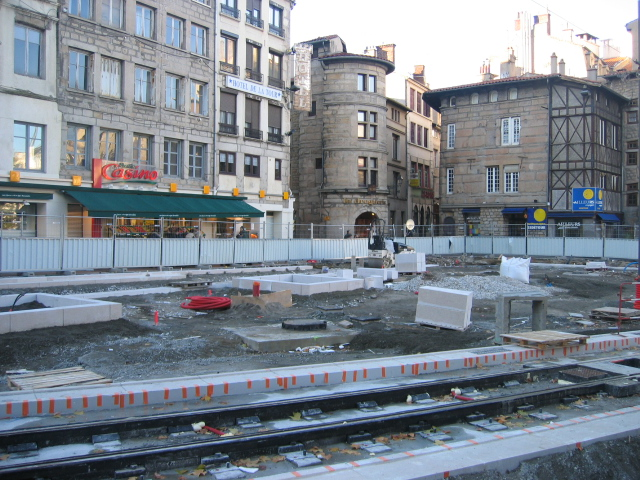
Aanleg van de zijtak naar Châteaucreux

In 2006 is de tramlijn 9,3 kilometer lang telt 27 haltes. Tramlijn 4 loopt van het noorden naar het zuiden. De spoorwijdte bedraagt 1000 mm. Op de bovenleiding staat een gelijkspanning van 600 volt.
In 2006 wordt er een zijtak naar het SNCF-station Châteaucreux aangelegd, welke wordt geëxploiteerd door de nieuwe lijn 5.
De trams, trolleybussen en stadsbussen in Saint-Étienne worden geëxploiteerd door Veolia Transport-dochter STAS ('Société des Transports de l'Agglomération Stéphanoise') in opdracht van de regionale vervoersautoriteit 'Saint-Étienne Métropole'. De STAS vervoert dagelijks 63.500 mensen per tram.

## Materieel

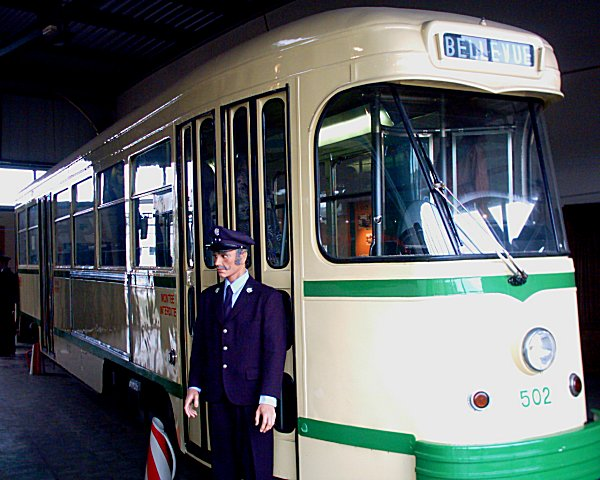
PCC-car 502, gebouwd in 1958.

De tramdienst wordt uitgevoerd met 36 eenrichtings lagevloertrams, waarvan zestien Urbos 3-trams van CAF uit 2016 en twintig van het type TFS uit 1998-1999. Deze laatste werden gebouwd door het Zwitserse Vevey (nu: Bombardier) en het Franse Alstom. Vijftien wagens werden gebouwd in 1991-1992 en zijn buiten dienst gesteld, terwijl de twintig stuks uit 1998-1999 nog rijden. De trams in Saint-Étienne zijn slechts 2,10 meter breed.
In 1958 schafte het stadsvervoerbedrijf dertig vierassige PCC-trams aan die door Ateliers de Strasbourg onder licentie van La Brugeoise et Nivelles (BN) gebouwd werden. De wagens waren slechts 2 meter breed en hadden daardoor aan beide kanten slechts enkele banken.  

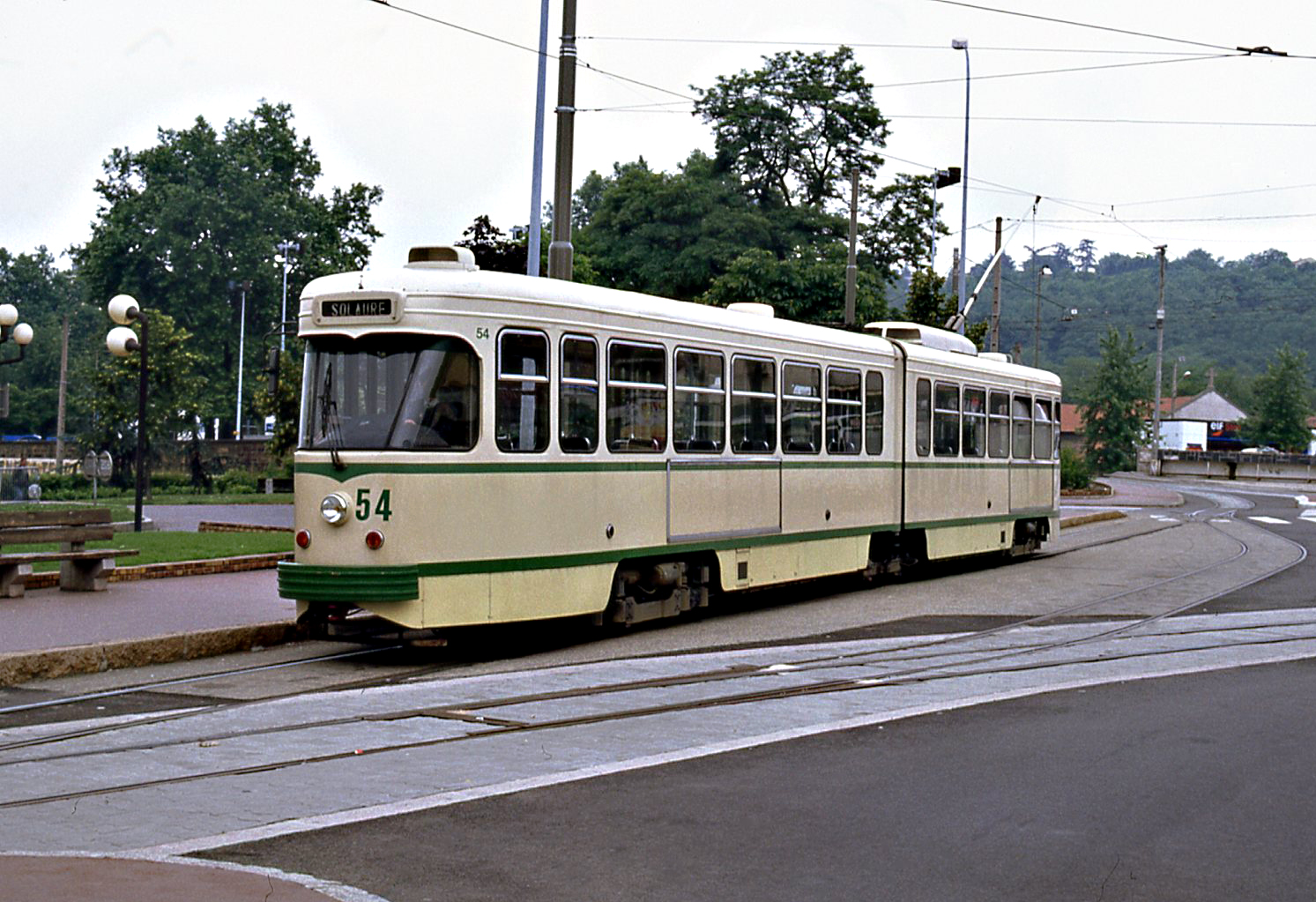
Gelede PCC 554

In 1968 heeft het stadsvervoerbedrijf vijf enkelgelede PCC's gekocht bij BN zelf. In 1998 werd de laatste PCC buiten dienst gesteld.
Tot september 1998 namen de trams in Saint-Étienne hun stroom af met een trolleystang.

## Haltes
- Lijn 4: Hôpital Nord - Clinique du Parc-Escale - Lycée S. Weil - Cité Agriculture - Musée Art Mod. - Terrasse - Passerelle - Quartier Grouchy - G. Guichard - Rue Barra - Chaléassière - Manufacture - Place Carnot - Grand Gonnet - Jean Jaurès - Hôtel de Ville - Peuple - Albert Thomas - Anatole France - Site Tréfilerie - Centre Deux - Bicentenaire - Gare Bellevue - Bellevue - Hôpital Bellevue - Faculté Médecine - Solaure